# بشعلة
بشعلة هي إحدى القرى اللبنانية من قرى قضاء البترون في محافظة الشمال.
الموقع
تقع بلديّة بشعلة في قضاء البترون أحد أقضية محافظة لبنان الشمالي هذه المحافظة هي واحدة من ثمان محافظات يتشكل منها لبنان الإداري.
تبعد بشعلة حوالي 83 كلم (51.5762 مي) عن بيروت عاصمة لبنان. ترتفع حوالي 1150 م (1) (3773.15 قدم - 1257.64 يارد) عن سطح البحر وتمتد على مساحة تُقدَّر بـ 607  هكتاراً (6.07 كلم²- 2.34302 مي² (2)).
عدد سكانها المنتخبين 1423. أمّا المقيمين فيتغيّر عددهم بحسب الفصول وايّام الأسبوع. لا يتعدّى الألفين نسمة في احسن المنسبات.
من معالمها السياحية الزيتون القديم. يقال ان عمره يتجاوز الست الاف سنة.